# Flugzeugcafé Preußisch Oldendorf

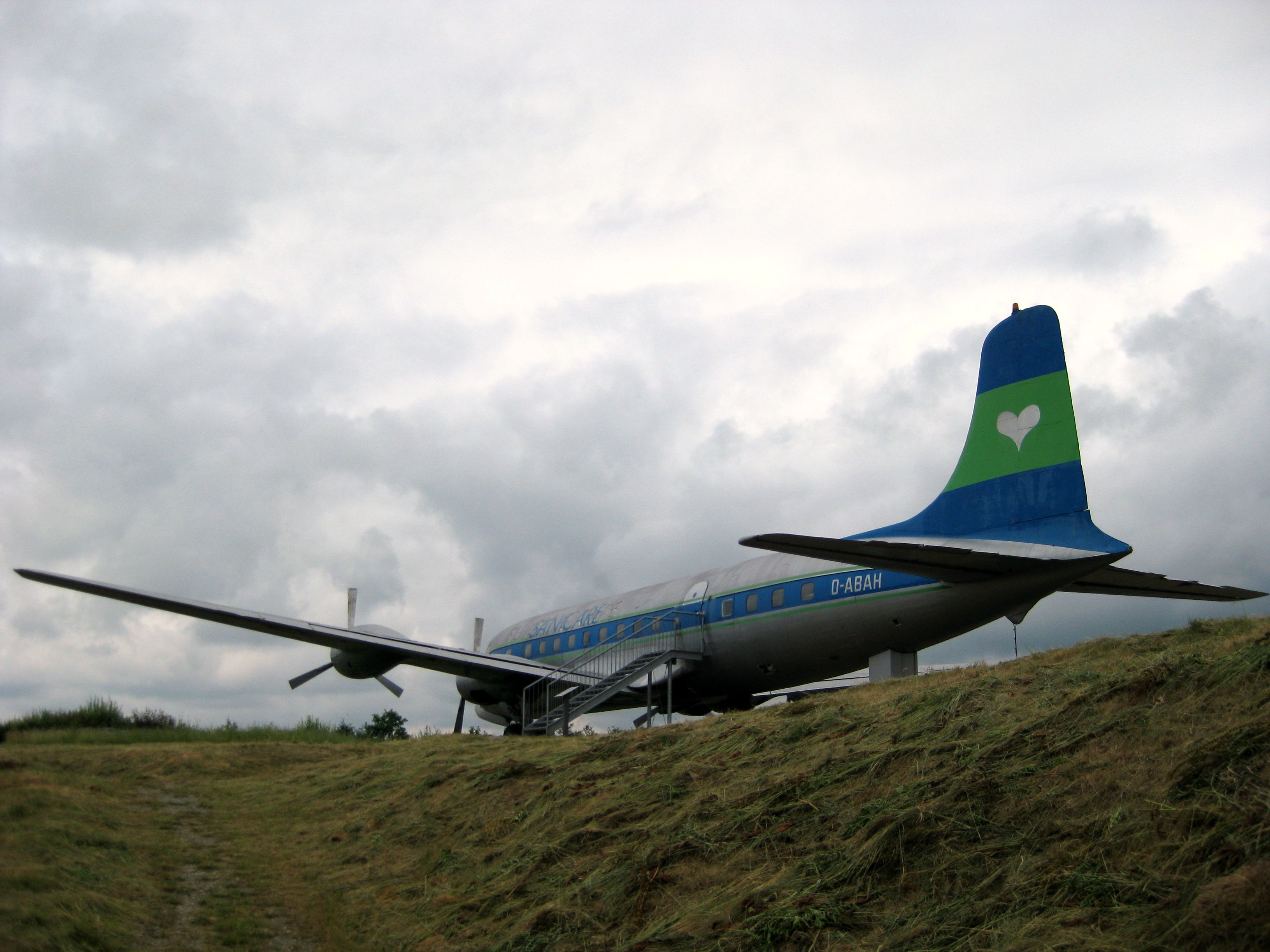
Das „Sanicare-Flugzeug“ in Bad Laer (2009)

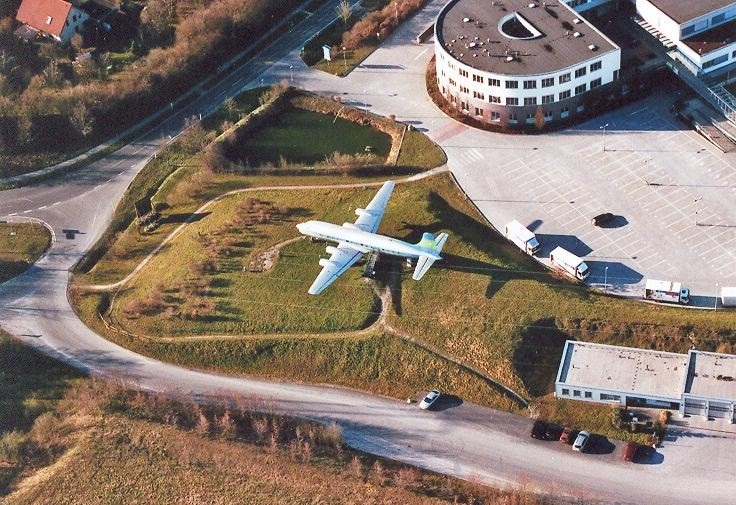
Die DC-6 von oben in Bad Laer (2018)

Das Flugzeugcafé Preußisch Oldendorf war ein Café, das von 1969 bis 2003 in einem alten Passagierpropellerflugzeug, einer ausgemusterten DC-6, in Preußisch Oldendorf, einer Stadt im Kreis Minden-Lübbecke, betrieben wurde. Das Flugzeug stand unweit des ehemaligen Möbelhauses Holsing am Südrand der Ortschaft Preußisch Oldendorf.
Zwischenzeitlich in einem Industriegebiet abgestellt, wurde die DC-6 zum symbolischen Preis von einem Euro an Johannes Mönter, den Besitzer von Sanicare, verkauft. Mit finanzieller Unterstützung mehrerer Sponsoren wurde 2003 das Flugzeug nach Bad Laer transportiert und restauriert. Dort wurde die DC-6 als „Sanicare-Flugzeug“ bekannt. Sie steht auf dem Gelände des Gesundheitszentrums und soll die neuen Wege der Arzneimittelversorgung durch Versandapotheken – der Logistikbereich der Sanicare-Versandapotheke befindet sich in unmittelbarer Nähe – symbolisieren. Das Flugzeug wird für Seminare, Patientenschulungen und Informationsveranstaltungen genutzt, kann aber auch für besondere Anlässe gemietet und sogar als Standesamt genutzt werden.
Im Herbst 2019 wurde das Flugzeug erneut neu gestrichen und erhielt dabei die Aufschrift „Bad Laer CENTER“.

## Geschichte des Flugzeugs
Bei dem Flugzeug soll es sich um die älteste noch existierende DC-6 und um das vierte Flugzeug dieses Typs, das je gebaut wurde, handeln. Die 1946 gebaute DC-6 gehörte ursprünglich der Flotte des jordanischen Königshauses an, war dann in den USA im Linienflugeinsatz, und gelangte 1965 nach Deutschland. Dort wurde sie noch bis zum Ende der 1960er Jahre geflogen und nach ihrer Außerdienststellung 1969 an einen Privatmann verkauft, der sie zum Flugzeugcafé umfunktionierte.